# روبي مولر
روبي مولر (بالهولندية: Robby Müller)‏ هو مصور سينمائي هولندي، ولد في 4 أبريل 1940 في ويلمستاد في كوراساو، وتوفي في 3 يوليو 2018 في أمستردام في هولندا.

## وصلات خارجية
- روبي مولر على موقع IMDb (الإنجليزية)
- روبي مولر على موقع قاعدة بيانات الأفلام العربية
- روبي مولر على موقع ألو سيني (الفرنسية)
- روبي مولر على موقع أول موفي (الإنجليزية)
- روبي مولر على موقع قاعدة بيانات الأفلام السويدية (السويدية)
- روبي مولر على موقع قاعدة بيانات الفيلم (الإنجليزية)
- روبي مولر على موقع كينوبويسك (الروسية)